# Stokenchurch
Stokenchurch är en by och en civil parish i Buckinghamshire i England. Orten har 4 881 invånare (2011).